# Голодубов, Александр Михайлович
Алекса́ндр Миха́йлович Голоду́бов (25 октября 1941, Москва, РСФСР, СССР — 11 декабря 2000, Москва, Россия) — российский футболист. Полузащитник. Мастер спорта СССР (1965).

## Карьера
Воспитанник ФШМ «Москва».
За свою карьеру выступал в советских командах «Динамо» (Москва), «Динамо» (Брянск), «Торпедо» (Павлово), «Авангард» (Коломна), «Шинник» (Ярославль), «Спартак» (Москва), «Труд» (Воронеж), «Локомотив» (Калуга), «Спартак» (Рязань), «Сибиряк» (Братск).